# Unicodeblock Kaktovik-Zahlzeichen
Der Unicodeblock Kaktovik-Zahlzeichen (Kaktovik Numerals, U+1D2C0 bis U+1D2DF) beinhaltet Kaktovik-Zahlzeichen, die die in Alaska lebenden Iñupiat verwenden. Sie wurden erstmals 2022 in Unicode Version 15 codiert.

## Tabelle
| Unicodenummer    | Zeichen (400 %) | Kategorie           | Offizielle Bezeichnung     | Beschreibung                  |
| ---------------- | --------------- | ------------------- | -------------------------- | ----------------------------- |
| U+1D2C0 (119488) | 𝋀               | anderes Zahlzeichen | KAKTOVIK NUMERAL ZERO      | Kaktovik-Zahlzeichen Null     |
| U+1D2C1 (119489) | 𝋁               | anderes Zahlzeichen | KAKTOVIK NUMERAL ONE       | Kaktovik-Zahlzeichen Eins     |
| U+1D2C2 (119490) | 𝋂               | anderes Zahlzeichen | KAKTOVIK NUMERAL TWO       | Kaktovik-Zahlzeichen Zwei     |
| U+1D2C3 (119491) | 𝋃               | anderes Zahlzeichen | KAKTOVIK NUMERAL THREE     | Kaktovik-Zahlzeichen Drei     |
| U+1D2C4 (119492) | 𝋄               | anderes Zahlzeichen | KAKTOVIK NUMERAL FOUR      | Kaktovik-Zahlzeichen Vier     |
| U+1D2C5 (119493) | 𝋅               | anderes Zahlzeichen | KAKTOVIK NUMERAL FIVE      | Kaktovik-Zahlzeichen Fünf     |
| U+1D2C6 (119494) | 𝋆               | anderes Zahlzeichen | KAKTOVIK NUMERAL SIX       | Kaktovik-Zahlzeichen Sechs    |
| U+1D2C7 (119495) | 𝋇               | anderes Zahlzeichen | KAKTOVIK NUMERAL SEVEN     | Kaktovik-Zahlzeichen Sieben   |
| U+1D2C8 (119496) | 𝋈               | anderes Zahlzeichen | KAKTOVIK NUMERAL EIGHT     | Kaktovik-Zahlzeichen Acht     |
| U+1D2C9 (119497) | 𝋉               | anderes Zahlzeichen | KAKTOVIK NUMERAL NINE      | Kaktovik-Zahlzeichen Neun     |
| U+1D2CA (119508) | 𝋊               | anderes Zahlzeichen | KAKTOVIK NUMERAL TEN       | Kaktovik-Zahlzeichen Zehn     |
| U+1D2CB (119499) | 𝋋               | anderes Zahlzeichen | KAKTOVIK NUMERAL ELEVEN    | Kaktovik-Zahlzeichen Elf      |
| U+1D2CC (119500) | 𝋌               | anderes Zahlzeichen | KAKTOVIK NUMERAL ELEVEN    | Kaktovik-Zahlzeichen Zwölf    |
| U+1D2CD (119501) | 𝋍               | anderes Zahlzeichen | KAKTOVIK NUMERAL THIRTEEN  | Kaktovik-Zahlzeichen Dreizehn |
| U+1D2CE (119502) | 𝋎               | anderes Zahlzeichen | KAKTOVIK NUMERAL FOURTEEN  | Kaktovik-Zahlzeichen Vierzehn |
| U+1D2CF (119503) | 𝋏               | anderes Zahlzeichen | KAKTOVIK NUMERAL FIFTEEN   | Kaktovik-Zahlzeichen Fünfzehn |
| U+1D2D0 (119504) | 𝋐               | anderes Zahlzeichen | KAKTOVIK NUMERAL SIXTEEN   | Kaktovik-Zahlzeichen Sechzehn |
| U+1D2D1 (119505) | 𝋑               | anderes Zahlzeichen | KAKTOVIK NUMERAL SEVENTEEN | Kaktovik-Zahlzeichen Siebzehn |
| U+1D2D2 (119506) | 𝋒               | anderes Zahlzeichen | KAKTOVIK NUMERAL EIGHTTEEN | Kaktovik-Zahlzeichen Achtzehn |
| U+1D2D3 (119507) | 𝋓               | anderes Zahlzeichen | KAKTOVIK NUMERAL NINETEEN  | Kaktovik-Zahlzeichen Neunzehn |